# Hennig Brinkmann
Hennig (Henning) Brinkmann (* 29. August 1901 in Königsberg; † 8. Juli 2000 in Lüdinghausen, Westfalen) war ein deutscher Mittellateiner und Germanist.

Hennig Brinkmann legte 1918 das Abitur ab. Von 1918 bis 1922 studierte er Deutsch, Geschichte, Philosophie und Niederländisch an der Universität Bonn. Im Jahre 1922 wurde er promoviert mit der Arbeit Geschichte der lateinischen Liebesdichtung im Mittelalter. 1924 erfolgte die Habilitation in Jena mit der Arbeit Entstehungsgeschichte des Minnesangs. Ab 1924 lehrte er als Privatdozent Deutsche und mittellateinische Philologie. 1930 wurde er außerordentlicher Professor in Jena.
Brinkmann war ab 1933 aktives SA-Mitglied, er beantragte am 18. Juni 1937 die Aufnahme in die NSDAP und wurde rückwirkend zum 1. Mai desselben Jahres aufgenommen (Mitgliedsnummer 4.869.248). Im selben Jahr wurde er ordentlicher Professor in Berlin, 1938 in Frankfurt am Main, 1943 Gastprofessor in Istanbul und 1944 als Gastprofessor für das Deutsche Wissenschaftliche Institut im Unabhängigen Staat Kroatien an der Universität Zagreb. 
Ab 1957 war er außerordentlicher Professor an der Westfälischen Wilhelms-Universität in Münster. Von 1959 bis 1969 lehrte Brinkmann dort als ordentlicher Professor für Mittellateinische Philologie. In Münster war er von 1963 bis zur Emeritierung 1969 Direktor des mittellateinischen Seminars. 1973 erhielt er das goldene Doktordiplom der Universität Bonn. Seine Forschungsschwerpunkte waren die Sprachphilosophie, Semiotik, Sprachtheorie, historische Linguistik, Syntax, Textlinguistik.

## Schriften
- Mittelalterliche Hermeneutik. Niemeyer, Tübingen 1980, ISBN 3-484-10365-5.
- Die deutsche Sprache. Gestalt und Leistung (= Sprache und Gemeinschaft. Grundlegung. Bd. 1, ZDB-ID 506302-4). Schwann, Düsseldorf 1962 (2., neubearbeitete und erweiterte Auflage. ebenda 1971, ISBN 3-7895-0006-2).
- Zu Wesen und Form mittelalterlicher Dichtung. Niemeyer, Halle (Saale) 1928 (2., unveränderte Auflage, unveränderter photomechanischer Nachdruck. Niemeyer, Tübingen 1979, ISBN 3-484-10366-3).
- Entstehungsgeschichte des Minnesangs. (= Deutsche Vierteljahrsschrift für Literaturwissenschaft und Geistesgeschichte. Buchreihe. Bd. 8, ZDB-ID 200380-6). Niemeyer, Halle (Saale) 1926 (Zugleich: Jena, Universität, Habilitations-Schrift, 1924), (Sonderausgabe, unveränderter reprografischer Nachdruck. Wissenschaftliche Buchgesellschaft, Darmstadt 1971, ISBN 3-534-05395-8).